# Assassinato de Leandro Lo
No dia 7 de agosto de 2022, Leandro Pereira do Nascimento Lo, lutador brasileiro e campeão mundial de jiu-jítsu, foi assassinado pelo tenente da Polícia Militar Henrique Otavio Oliveira Velozo, em um show do grupo Pixote no Clube Sírio, localizado no bairro de Indianópolis, na Zona Sul de São Paulo.

## Antecedentes
Henrique Velozo já havia sido condenado em maio de 2021 por agredir um policial. A agressão aconteceu no da 27 de outubro de 2017, quando Velozo se envolveu em uma confusão na boate The Week, na Lapa, e a Polícia Militar foi acionada. Um soldado tentou separar Velozo dos outros homens, quando ele desferiu um soco em seu rosto. Em seguida, xingou outro policial militar. Ele afirma em sua defesa que estava tentando defender seu primo de sete agressores. Velozo foi absolvido na primeira instância, mas a Promotoria recorreu e ele foi condenado a nove meses de prisão em regime aberto, mas por ser réu primário, a sentença foi postergada em dois anos. Caso ele não cometesse nenhum crime durante este período, a pena seria extinta.
No dia 1 de fevereiro de 2020, Velozo estava em uma lancha no Litoral Paulista quando flertou com uma mulher. Ela não correspondeu o flerte e Velozo teria abaixado sua bermuda, perguntando se "é isso o que você quer?" Neste momento, ela teria o empurrado e ele a socou e a ameaçou. Ele também estava disparando com sua arma e deixou que outros também disparassem. A mulher registrou um boletim de ocorrência, enquanto Velozo registrou queixa por calúnia. O Boletim de Ocorrência também apontou que Velozo era promotor e idealizador de um programa de defesa pessoal e inteligência emocional, para prevenir casos de violência contra a mulher, e que este caso o teria afastado do programa.
Ele também suspendeu o uso de arma de um soldado que estava passando por um divórcio traumático. O soldado, no entanto, morava na zona norte de São Paulo, e afirmou que estava sendo alvo ameaças de integrantes do PCC, sendo dependente do transporte público como agravante, o que o deixava mais vulnerável a ataques no caminho até sua unidade de trabalho. Velozo recomendou que ele comprasse uma arma particular, para proteçãoo própria e da família, e também argumentou que a área era patrulhada e que reforçaria a segurança no período que ele tivesse desarmado. O soldado recorreu na justiça e perdeu.

## Assassinato
Leandro Lo entrou em uma discussão com Henrique Velozo e o imobilizou, porém o soltou em seguida. Após isso, o oficial, que estava de folga e sem uniforme, sacou a arma que escondia debaixo da roupa, na cintura, e atirou na testa do atleta. A morte cerebral do atleta foi confirmada no hospital. Fátima Lo, mãe de Leandro, afirmou para a TV Globo que o policial também praticava jiu-jítsu e que ele teria provocado a confusão no show. O advogado da família, Ivã Siqueira Junior, afirma que testemunhas relatam que a confusão teria começado quando o homem entrou na roda de amigos de Leandro e começou a chacoalhar uma garrafa de bebida enquanto o encarava como forma de provocação. Segundo testemunhas, a vítima teve uma discussão e, para acalmar a situação, imobilizou o homem. Após se afastar, Velozo sacou uma arma e deu um tiro na cabeça de Lo, e em seguida, deu dois chutes em sua cabeça.

### Versão de Henrique Velozo
A defesa alega que o disparo foi em legítima defesa, pois ele estava cercado por seis lutadores de jiu-jítsu na hora do disparo.

## Investigação
A Justiça decretou prisão de 30 dias para Velozo, que estava foragido. Ele foi identificado pelos amigos de Leandro pois era um dos seis policiais armados dentro da casa de shows Keep Young, tendo seu nome registrado na portaria. As comandas de consumo enviadas pelo estabelecimento mostraram que Velozo gastou R$ 1.835 reais em bebidas alcoólicas, enquanto Leandro gastou R$ 1.914 reais. Após o assassinato, ele foi para a boate Bahamas, um prostíbulo de São Paulo, às 3 da manhã, saindo duas horas depois com uma mulher não identificada. Lá, ele pagou por uma garrafa de um litro de uísque e duas doses de gim com energético. Os vídeos da boate foram divulgados pela TV Globo. No dia seguinte, tentou passar a tarde no motel Astúrias. Ele se entregou e foi levado no dia 7 de agosto para o 17º Distrito Policial, no Ipiranga, para ser ouvido. Lá, foi recebido por um protesto feito por mais de 40 lutadores profissionais. Em seguida, foi transferido para o Presídio Militar Romão Gomes. A Polícia Militar também instaurou apuração administrativa. Velozo foi indiciado por suspeita de homicídio qualificado por motivo fútil. O advogado de Velozo diz estranhar a divulgação das imagens após o assassinato, e pediu seu periciamento. Também pediu perícia do corpo de Leandro Lo, para ver o nível de teor alcoólico em seu sangue e possíveis outras substâncias.
O celular de Velozo foi entregue no dia 8 para a Polícia Civil, porém seu Instagram foi reativado e aberto para o público. Por isso, a defesa acusou a polícia de invasão e pediu o aparelho de volta. A Secretaria de Estado dos Negócios da Segurança Pública de São Paulo nega as acusações. A defesa de Velozo também pediu a reconstituição do assassinato, que foi realizada no dia 31 de agosto, levando em conta o depoimento das 16 testemunhas e outras 12 pessoas que estavam na boate. Foi dado a Velozo o direito de colaborar, mas ele negou.
A indiciação de Velozo foi aceita pelo juiz Claudio Juliano Filho no Ministério Público no dia 5 de setembro. A denúncia foi feita pelo promotor Romeu Galiano Zanelli Júnior, alegando homicídio triplamente qualificado com agravamento de possível dissimulação do acusado. A prisão de Velozo foi convertida de temporária para preventiva. O advogado de defesa, Claudio Dalledone, criticou a denúncia, alegando haver diversas contradições na reconstituição do crime e ter sido feita antes da conclusão dos laudos. O juiz Claudio Juliano entende que há provas o suficiente para a abertura do processo.

### Júri popular
Em 21 de maio de 2025, o Tribunal de Justiça de São Paulo (TJ-SP) suspendeu o júri popular de Velozo a pedido da defesa do policial militar preso.

## Repercussão

### Homenagens
Entre as pessoas e entidades que o homenagearam, estão a Confederação Brasileira de Jiu-Jitsu, Confederação Brasileira de Jiu-Jitsu Esportivo, a Unity Jiu-Jitsu School, a International Brazilian Jiu-Jitsu Federation, o canal FloGrappling, o ex-lutador Kenny Florian, os lutadores Demian Maia, Augusto Tanquinho, Josh Thomson, o comentarista britânico John Gooden, o árbitro Marc Goddard, e o deputado Alexandre Frota.
A BJJ Stars prestou homenagem a Leandro em sua nona edição, com o slogan "lendas nunca morrem".

### Repercussão internacional
Sua morte teve repercussão internacional, sendo noticiada por veículos de imprensa como o ABC, BBC e Al Jazeera.

### Polícia Militar
Por ter patente de tenente, Velozo precisa passar pelo Conselho de Justificação, que pode levar até 20 anos para ser concluído, mesmo se ele for condenado criminalmente, e não depende do governador Rodrigo Garcia.  Apesar disso, o governador defendeu a demissão do policial. A portaria do Comando Geral da Polícia Militar suspendeu o salário de Velozo, e publicou portaria afirmando não ter dúvidas que o Policial Militar será suspenso da organização.

Em março de 2023, o Tribunal de Justiça de São Paulo atendeu um pedido da defesa de Henrique Velozo, para que ele volte a receber salários. A defesa também pediu na Justiça que sejam pagos todos os pagamentos que o oficial não recebeu desde que foram suspensos. A decisão, porém, ainda cabe recurso.